# Ушаковский сельский округ (Московская область)
Ушаковский сельский округ — упразднённая административно-территориальная единица, существовавшая на территории Лотошинского района Московской области в 1994—2006 годах.
Ушаковский сельсовет был образован 14 июня 1954 года путём объединения Агнищевского и Орешковского с/с.
1 февраля 1963 года Лотошинский район был упразднён и Ушаковский с/с вошёл в Волоколамский укрупнённый сельский район.
11 января 1965 года Лотошинский район был восстановлен и Ушаковский с/с вновь вошёл в его состав.
21 января 1975 года из Ушаковского с/с в Кругловский было передано селение Березняки.
30 мая 1978 года в Ушаковском с/с было упразднено селение Марково.
3 февраля 1994 года Ушаковский с/с был преобразован в Ушаковский сельский округ.
В ходе муниципальной реформы 2005 года Ушаковский сельский округ прекратил своё существование как муниципальная единица. При этом деревня Издетель была передана в городское поселение Лотошино, а остальные населённые пункты — в сельское поселение Ошейкинское.
29 ноября 2006 года Ушаковский сельский округ исключён из учётных данных административно-территориальных и территориальных единиц Московской области.